# 玻利维亚共产党—马列毛
玻利维亚共产党—马列毛（西班牙語：Partido Comunista de Bolivia - Marxista Leninista Maoísta，缩写为PCB-mlm）是玻利维亚的一个小型共产主义政党。
1983年，玻利维亚共产党（马列）放弃毛主义，转奉霍查主义后，一个小团体脱离玻利维亚共产党（马列），另立新党，也以玻利维亚共产党（马列）为名，继续奉行毛主义。2004年，更名为“玻利维亚共产党—马列毛”。
该党曾是马列主义政党和组织国际会议 (国际通讯)的成员。现为革命政党和组织国际协调的成员。自1993年起，该党出版刊物《解放》。该党支持埃沃·莫拉莱斯政府。